# الثوعة (بكيل المير)

تعديل مصدري - تعديل

الثوعة هي إحدى قرى عزلة فاس بمديرية بكيل المير التابعة لمحافظة حجة، بلغ تعداد سكانها 1 نسمة حسب تعداد اليمن لعام 2004.